# Inga-Lilly Forsström
Inga-Lilly Forsström, född 2 juni 1925 i S:t Matteus församling i Stockholm, död 15 april 2005 i Bredestad i Aneby kommun, var en svensk barnskådespelare. Hon medverkade i tre filmer mellan åren 1932 och 1942.

## Filmografi
- 1932 – Söderkåkar
- 1941 – Det sägs på stan
- 1942 – Himlaspelet

## Teater

### Roller (ej komplett)
| År   | Roll                    | Produktion                        | Regi              | Teater            |
| ---- | ----------------------- | --------------------------------- | ----------------- | ----------------- |
| 1938 | Lilla Mary              | Kvinnorna Clare Boothe Luce       | Rune Carlsten     | Dramaten          |
| 1939 | Kathleen (Scrap) Kenton | Guldbröllop Dodie Smith           | Carlo Keil-Möller | Dramaten          |
| 1945 | Syster Marthe           | Cyrano de Bergerac Edmond Rostand | Sandro Malmquist  | Malmö Stadsteater |

### Fotnoter
1. ↑  ”Inga-Lilly Forsström”. Svensk Filmdatabas. http://sfi.se/sv/svensk-filmdatabas/Item/?type=PERSON&itemid=61076&iv=OVERVIEW. Läst 9 februari 2013.
2. ↑  Bo Bergman (2 september 1938). ”'Kvinnorna' Premiär på Dramatiska teatern”. Dagens Nyheter:  s. 1. http://arkivet.dn.se/arkivet/tidning/1938-09-02/237/1. Läst 13 januari 2016.